# 四氧嘧啶
四氧嘧啶（2,4,5,6-嘧啶四酮）是嘧啶的一种含氧衍生物。在水溶液中以水合物形式存在。

## 历史
四氧嘧啶是最早被命名的有机化合物之一。它最早由意大利化学家Luigi V. Brugnatelli在1818年分离，但是由于Brugnatelli当年即去世，并没有能够对它做进一步研究。1838年德国化学家维勒和李比希再次发现它将其命名为Alloxan。Alloxan这个词由Allantoin（尿囊素）和Oxalsäure（草酸）合并而来。

## 合成
最初的四氧嘧啶由硝酸氧化尿酸制得，也可由三氧化铬氧化巴比妥酸制得
。

## 生物效应
1943年，三名英国医学研究人员Dunn，Sheehan和McLetchie在lancet上发表论文，报道了用四氧嘧啶破坏胰岛细胞，进而导致动物实验性糖尿病。

## 外部連結
- McLetchie, N. G.  (PDF). The Journal of the Royal College of Physicians of Edinburgh. 2002, 32 (2): 134–142  [2013-04-15]. PMID 12434795. （原始内容存档 (PDF)于2013-04-18）.
- The history and chemistry of the Murexide dye（页面存档备份，存于）